# Análisis de mallas

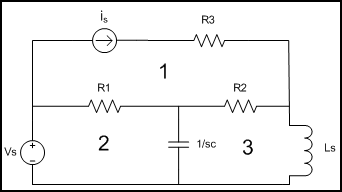
Figura 1: Circuito plano con mallas esenciales 1, 2, y 3. R1, R2, R3, 1/sc, y Ls representan la impedancia de las resistencias, el condensador y el inductor. V_{s} e I_{s} representan la tensión y la corriente de la fuente de tensión y de la fuente de corriente, respectivamente.

El análisis de mallas (algunas veces llamado como método de corrientes de malla), es una técnica usada para determinar la tensión o la corriente de cualquier elemento de un circuito plano. Un circuito plano es aquel que se puede  dibujar en un plano de forma que ninguna rama quede por debajo o por arriba de ninguna otra. Esta técnica está basada en la ley de tensiones de Kirchhoff. La ventaja de usar esta técnica es que crea un sistema de ecuaciones para resolver el circuito, minimizando en algunos casos el proceso para hallar una tensión o una corriente de un circuito.
Para usar esta técnica se procede de la siguiente manera: se asigna a cada una de las mallas del circuito una corriente imaginaria que circula en el sentido que nosotros elijamos; se prefiere asignarle a todas las corrientes de malla el mismo sentido. De cada malla del circuito, se plantea una ecuación que estará en función de la corriente que circula por cada elemento. En un circuito de varias mallas resolveríamos un sistema lineal de ecuaciones para obtener las diferentes corrientes de malla. 

## Corrientes de malla y mallas esenciales

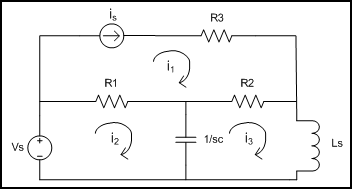
Figura 2: Circuito con corrientes de malla marcadas como i1, i2, e i3. Las flechas muestran la dirección de la corriente de malla.

La técnica de análisis de mallas funciona asignando arbitrariamente la corriente de una malla en una malla esencial. Una malla esencial es un lazo que no contiene a otro lazo. Cuando miramos un esquema de circuito, las mallas se ven como una ventana. En la figura 1 las mallas esenciales son uno, dos y tres. Una vez halladas las mallas esenciales, las corrientes de malla deben ser especificadas.
Una corriente de malla es una corriente que pasa alrededor de la malla esencial. La corriente de malla podría no tener un significado físico pero es muy usado para crear el sistema de ecuaciones del análisis de mallas. Cuando se asignan corrientes de malla es importante tener todas las corrientes de malla girando en el mismo sentido. Esto ayudará a prevenir errores al escribir las ecuaciones. La convención es tenerlas todas girando en el sentido de las manecillas del reloj. En la figura 2 se muestra el mismo circuito de antes pero con las corrientes de malla marcadas.
La razón para usar corrientes de malla en vez de usar LCK y LVK para resolver un problema es que las corrientes de malla pueden simplificar cualquier corriente planteada con LCK y LVK. El análisis de mallas asegura el menor número de ecuaciones, simplificando así el problema.

## Planteando las ecuaciones

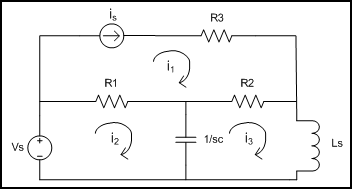
Figura 3: Circuito simple usando análisis de mallas

Después de nombrar las corrientes de malla, se plantea una ecuación para cada malla, en la cual se suma todas las tensiones de todos los componentes de una malla. Para los elementos que no son fuentes de energía, la tensión será la impedancia del componente por la corriente que circula por él. Cuando un componente se encuentra en una rama que pertenece a dos mallas, su corriente será resultado de la resta de las corrientes de malla a las que pertenezca. Es importante tener esto en cuenta a la hora de expresar la tensión en la rama en función de la intensidad que circula por ella. Por ejemplo, la tensión de la resistencia R2 en la figura 2 es: {\displaystyle V_{R}=R(i_{3}-i_{1})}, siendo {\displaystyle i_{3}} la corriente de malla de la que estamos escribiendo su ecuación e {\displaystyle i_{1}} la malla vecina; considerando positiva la corriente de la malla que estamos describiendo y negativa la corriente de malla vecina. Es importante tener en cuenta los signos.
Si hay una fuente de tensión en la corriente de malla, la tensión en la fuente es sumada o sustraída dependiendo si es una caída o subida de tensión en la dirección de la corriente de malla. Para una fuente de corriente que no esté contenida en dos mallas, la corriente de malla tomará el valor positivo o negativo de la fuente de corriente dependiendo si la corriente de malla está en la misma dirección o en dirección opuesta a la fuente de corriente. A continuación se plantean las ecuaciones del circuito de la figura 3, así:
{\displaystyle {\begin{cases}{\text{Malla 1: }}i_{1}=i_{s}\\{\text{Malla 2: }}-V_{s}+R_{1}(i_{2}-i_{1})+{\frac {1}{sc}}(i_{2}-i_{3})=0\\{\text{Malla 3: }}{\frac {1}{sc}}(i_{3}-i_{2})+R_{2}(i_{3}-i_{1})+Lsi_{3}=0\\\end{cases}}\,}
Una vez halladas las ecuaciones, el sistema puede resolverse usando alguna técnica que resuelva sistema de ecuaciones lineales.
Observación: En circuitos resistivos (donde solo haya resistencias), si al resolver el sistema una corriente de malla es negativa significa que esa corriente circula en sentido contrario al que nosotros hemos supuesto. En circuitos de corriente alterna con condensadores, bobinas, será importante el criterio de signos ya que a la hora de restar intensidades, como trabajaremos con números complejos, a través de la fórmula de Euler, tendremos cambios de módulo y de fase en la intensidad resultante, no nos basta con fijar la de mayor módulo como positiva; tenemos que acudir al patrón de corriente positiva en sentido horario (o antihorario, a nuestra elección).

## Casos especiales

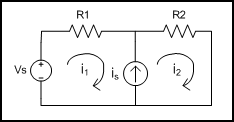
Figura 4: Circuito con una supermalla. Supermalla ocurre porque la fuente de corriente está en medio de las mallas esenciales.

Hay dos casos especiales en la técnica de análisis de mallas: supermallas y fuentes dependientes.

### Supermalla
Existe una supermalla cuando una fuente de corriente está entre dos mallas esenciales. Para tratar la supermalla, se trata el circuito como si la fuente de corriente no estuviera allí. Esto produce una ecuación que incorpora las dos corrientes de malla. Una vez que se plantee esta ecuación, se necesita una ecuación que relacione las dos corrientes de malla con la fuente de corriente, esto será una ecuación donde la fuente de corriente sea igual a una de las corrientes de malla menos la otra. A continuación hay un ejemplo de supermalla.
{\displaystyle {\begin{cases}{\text{Malla 1, 2: }}-V_{s}+R_{1}i_{1}+R_{2}i_{2}=0\\{\text{Fuente de corriente: }}i_{s}=i_{2}-i_{1}\end{cases}}\,}

### Fuentes dependientes

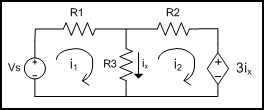
Figura 5: Circuito con fuente dependiente. i_{x} es la corriente que la fuente dependiente de tensión depende.